# Hypsioma obscurella
Hypsioma obscurella là một loài bọ cánh cứng trong họ Cerambycidae.